# 中国科学院原子能研究所
中国科学院原子能研究所是已撤销的中国科学院所属研究机构，由中华人民共和国第二机械工业部和中国科学院共同领导。

## 历史沿革
1950年5月19日，中国科学院近代物理研究所成立，位于北京东皇城根甲42号。1953年10月，更名为中国科学院物理研究所。1954年1月，研究所由东皇城根迁至中关村。
1955年10月，在北京西南坨里地区建设一座原子能科学研究基地，代号“601厂”。1956年9月，601厂与物理所合并，仍称中国科学院物理研究所，中关村部分为研究所一部，坨里部分为研究所二部。同年12月，中国科学院与第二机械工业部决定对研究所实行双重领导，以二机部为主。
1958年7月，中科院和二机部决定将研究所更名为中国科学院原子能研究所。1959年，研究所二部代号改为“401所”。
1973年2月，在研究所一部（即中关村部分）的基础上成立中国科学院高能物理研究所。1984年12月，核工业部决定将研究所（坨里部分）更名为中国原子能科学研究院。